# Erythrocorista
Erythrocorista is een geslacht van wantsen uit de familie van de Miridae (blindwantsen). Het geslacht werd voor het eerst wetenschappelijk beschreven door Lindberg in 1958.

## Soorten
Het genus bevat de volgende soorten:

- Erythrocorista echii Lindberg, 1958
- Erythrocorista odontospermi Lindberg, 1958